# 제53회 카를로비바리 국제 영화제
제53회 카를로비바리 국제 영화제는 2018년 6월 29일에 열린 시상식이다.

## 수상 및 후보

### 대상(장편)
- '아이 돈 케어 이프 위 고 다운 인 히스토리 애즈 바바리언스' - 라두 주데 수상

### 심사위원특별상(장편)
- 수에노 플로리아노폴리스 - 아나 카츠 수상

### 감독상(장편)
- 윈터 플라이즈 - 올모 오메르주 수상

### 여우주연상(장편)
- 수에노 플로리아노폴리스 - 메르세데스 모란 수상

### 남우주연상(장편)
- 리뎀션 - 모쉐 폴켄플릭 수상

### 심사위원특별언급(장편)
- 점프맨 - 이반 I. 트베르도프스키 수상
- 히스토리 오브 러브 - 소냐 프로상 수상

### 다큐멘터리상
- 푸틴즈 위트니스 - 비탈리 만스키 수상

### 심사위원특별언급(다큐멘터리)
- 월든 - 다니엘 짐머만 수상

### East of the West부문(장편)
- 술레이만 마운틴 - 엘리자베타 스티쇼바 수상

### East of the West부문(심사위원특별상)
- 블라썸 밸리 - 라즐로 추야 수상

### 관객상
- 레인 맨 - 배리 레빈슨 수상

### 유럽영화상
- 수에노 플로리아노폴리스 - 아나 카츠 수상

### 에큐메니칼 심사위원상
- '아이 돈 케어 이프 위 고 다운 인 히스토리 애즈 바바리언스' - 라두 주데 수상

### 에큐메니칼 심사위원상 - 특별언급
- 리뎀션 - 요시 마드모니 외 1명 수상

### FEDEORA상
- 윈터 플라이즈 - 올모 오메르주 수상
- 미리암 라이즈 - 나탈리아 카브랄 외 1명 수상

### FEDEORA 특별언급상
- 술레이만 마운틴 - 엘리자베타 스티쇼바 수상

### 영화제 위원장상
- 팀 로빈스 수상
- 배리 레빈슨 수상

### 카를로비바리 상
- 하로미르 한즐릭 수상
- 로버트 패틴슨 수상

### 공식부문-경쟁
- 브라더 - 오무르 아타이
- 도메스틱 - 아담 세들락
- 파이어플라이즈 아 곤 - 세바스티앙 필로트
- 히스토리 오브 러브 - 소냐 프로상
- 아이 돈 케어 이프 위 고 다운 인 히스토리 애즈 바바리언스 - 라두 주데
- 점프맨 - 이반 I. 트베르도프스키
- 미리암 라이즈 - 나탈리아 카브랄 외 1명
- 패닉 어택 - 파웰 매슬로나
- 리뎀션 - 요시 마드모니 외 1명
- 수에노 플로리아노폴리스 - 아나 카츠
- 투 더 나이트 - 피터 브루너
- 윈터 플라이즈 - 올모 오메르주

### 프록시마 경쟁
- 트래쉬 온 마스 - 벤자민 튜섹
- 우죄 - 제제 타카히사
- 서포트 더 걸즈 - 앤드류 부잘스키

### 오픈아이즈부문
- 아미르 - 니마 이글리마
- 베어 윗 어스 - 토마스 파블리세크
- 블라썸 밸리 - 라즐로 추야
- 브리딩 인투 마블 - 지에드르 비노리우트
- 크리스탈 스완 - 다르야 주크
- 딥 리버 - 블라디미르 비토코브
- 모먼츠 - 비타 파카노바
- 퍼즈 - 토니아 미쉬알리
- 술레이만 마운틴 - 엘리자베타 스티쇼바
- 비아 카르파티아 - 클라라 코찬스카 외 1명
- 볼케이노 - 로먼 본다르추크
- 53 워 - 이와 부코스카

### 수평선부문
- 더 베스트 띵 유 캔 두 위드 유어 라이프 - 지타 에르파
- 브레이킹 뉴스 - 토마스 보야르
- 시간의 편린들 - 아우드리어스 스토니스 외 1명
- 시에로 - 앨리슨 매캘핀
- 드림 어웨이 - 마로안 오마라 외 1명
- 인사이드 모술 - 야나 안더트
- 인 더 스틸니스 오브 사운즈 - 스테판 망셰마탱 외 1명
- 수도원 아이들 - 강위치
- 푸틴즈 위트니스 - 비탈리 만스키
- 더 스윙 - 시릴 아리스
- 트레져 아일랜드 - 기욤 브락
- 월든 - 다니엘 짐머만

### 독립영화 포럼부문- 알란 루돌프 헌정
- 버즈 오브 패시지 - 치로 구에라 외 1명
- 블랙클랜스맨 - 스파이크 리
- 버닝 - 이창동
- 콜드 워 - 파벨 포리코브스키
- 댐즐 - 데이비드 젤너 외 1명
- 도터 오브 마인 - 라우라 비스푸리
- 디어 썬 - 모하메드 벤 아티아
- 도블라토프 - 알렉세이 게르만 주니어
- 유포리아 - 발레리아 골리노
- 에브리바디 노우즈 - 아쉬가르 파라디
- 걸 - 루카스 돈트
- 굿 매너스 - 줄리아나 로자스 외 1명
- 해피 애즈 라자로 - 알리체 로르와커
- 몬태나 - 스콧 쿠퍼
- 헌팅 시즌 - 나탈리아 가라지올라
- 흔적 없는 삶 - 데브라 그래닉
- 러브링 - 구스타보 피지
- 루시아스 그레이스 - 지아니 자나시
- 돈키호테를 죽인 사나이 - 테리 길리엄
- 카메론 포스트의 잘못된 교육 - 디자이리 아카반
- 무세오 - 알론소 루이즈팔라시오스
- 니코, 1988 - 수잔나 니키아렐리
- 파팅 글래스 - 스티븐 모이어
- 레인보우: 나의 전쟁 - 파올로 타비아니
- 리버스 엣지 - 유키사다 이사오
- 악마의 계절 - 라브 디아스
- 레토 - 키릴 세레브렌니코프
- 스위트 컨트리 - 워윅 쏜톤
- 투 디 엔즈 오브 더 월드 - 귀욤 니클로스
- 터치 미 낫 - 애디너 핀틸리
- 우퇴위아 22. 율리 - 에릭 포페
- 와지브 - 안네마리 자시르
- 와일드라이프 - 폴 다노
- 더 와일드 페어 트리 - 누리 빌게 제일란
- 더 월드 이즈 유어스 - 로메인 가브라스
- 자마 - 루크레시아 마르텔
- 3개의 얼굴들 - 자파르 파나히

### 프라하 단편영화제 부문
- 빅 트러블 - 존 카펜터
- 죽음의 승부 - 뉴트 아놀드
- 하이랜더 - 러셀 멀케이
- 맨디 - 파노스 코스마토스
- 카메라를 멈추면 안 돼! - 우에다 신이치로
- 프레데터 - 존 맥티어난

### 벨기에 영화 초점
- 앤 소 위 풋 골드피쉬 인 더 풀 - 나가히사 마코토
- 아틀란티스, 2003 - 미할 블라스코
- 보 하이 - 두잔 두옹
- 단점 향상 - 피터 게스퀴에르
- 레플리케 - 앙투안 지올지니

### 신작부문 - 유망작
- 아말 - 모마헤드 시암
- 앤 브리드 노멀리 - 이솔드 우그가도티르
- 보더 - 알리 아바시
- 보이즈 크라이 - 다미아노 디노첸초 외 1명
- 코베인 - 나누크 레오폴드
- 디아만티노 - 가브리엘 아브란테스 외 1명
- 돈바스 - 세르히 로즈니차
- 코끼리는 그 곳에 있다 - 후 보
- 푸가 - 아그네즈카 스모친스카
- 세상의 부드러운 무관심 - 아딜칸 에르자노프
- 풀잎들 - 홍상수
- 더 길티 - 구스타브 몰러
- 크리스 더 스위스 - 안자 코프멜
- 인 마이 룸 - 율리히 쿨러
- 인베이션 - 샤흐람 모크리
- 라이트 이어스 - 마누엘 아브라모비치
- 리틀 티클스 - 앙드레아 베스콩
- 럭키 - 존 캐럴 린치
- 니나 - 올가 차즈다스
- 망각의 시 - 알리레자 하타미
- 아워 스트러글스 - 기욤 세네즈
- 피티 - 바비스 마크리디스
- 프로필 - 티무르 베크맘베토브
- 더 퀸 오브 피어 - 발레리아 베르투셀리
- 라피키 - 와누리 카히우
- 부드러운 살결 - 드니 코테
- 스틱스 - 울프강 피셔
- 승리의 날 - 세르히 로즈니차
- 버진스 - 카렌 벤 라파엘

### 버라이어티지 선정 유럽 감독 10선
- 밥 로버츠 - 팀 로빈스
- 서커스 르완다 - 미할 바르가
- 크레이들 윌 락 - 팀 로빈스
- 인 트리트먼트3 - 피터 젤렌카 외 1명
- 킹 스케이트 - 시몬 사프라넥
- 금발 소녀의 사랑 - 밀로스 포만
- 패터노 - 배리 레빈슨
- 레인 맨 - 배리 레빈슨
- 서칭 - 안토닌 마사 외 1명
- Sharp Objects - 장 마크 발레
- 르 그랑 뱅 - 질 를르슈
- 왝 더 독 - 배리 레빈슨

### Out of the Past
- 올 댓 재즈 - 밥 포시
- 빌리 더 키드 앤 더 그린 베이즈 뱀파이어 - 앨런 클락
- 디어 헌터 - 마이클 치미노
- 아라비아의 로렌스 - 데이비드 린
- 마르케타 라자로바 - 플란티섹 블라실
- 매치 포인트 - 우디 앨런
- 타타아나, 당신의 스카프를 조심하세요 - 아키 카우리스마키

### 보더라인 필름: 최초 10년
- 어큐뮬레이터 1 - 얀 스베락
- 밤의 다이아몬드 - 얀 네메치
- 디 아이즈 오브 오손 웰즈 - 마크 코신스
- 할 - 에이미 스콧
- 이리 멘젤 - 투 메이크 어 코미디 이즈 노 펀 - 로버트 콜린스키
- 로빈 윌리엄스: 컴 인사이드 마이 마인드 - 마리나 제노비치
- 서칭 포 잉그마르 베르히만 - 마가레테 폰 트로타
- 시그늄 라우디스 - 마르틴 홀리
- 열차 안의 낯선 자들 - 알프레드 히치콕
- 학이 난다 - 미하일 칼라토조프
- 화이트 파라다이스 - 카렐 라마치
- 2001 스페이스 오디세이 - 스탠리 큐브릭

### 체코 영화
- ★ - 요한 루프
- 아트 앤 세프트 - 사라 마겐하이머
- 블랙 마더 - 칼리크 알라
- 카니바 - 베레나 파라벨 외 1명
- 엘레지 - 루이스 리초-나우디
- 엔드리스 테일 - 젤리카 수포바
- 플레임 - 새미 반 잉겐
- 포레스트 패스 - 미치엘 반 바켈
- 거버먼트 하우스 - 헤르비히 바이저
- 녹색 안개 - 가이 매딘 외 2명
- 임페리얼 밸리 (컬티베이티드 런-오프) - 루카스 막스트
- 팬텀 라이드 팬텀 - 지그프리트 A. 프루하우
- 리플렉션스 인 더 더스트 - 루크 설리반
- 라이드 라이크 라이트닝, 크래쉬 라이크 썬더 - 펀 실바
- 슬립 해즈 허 하우스 - 스캇 발리
- 11 x 14 - 제임스 베닝

### 레바논 영화
- 두클라61 - 다비드 온드리첵
- 흐미스 - 얀 슈반크마이에르
- 더 인터프리터 - 마틴 슐리크
- 라이카 - 아우렐 클림트
- 마르케타 원츠 허 백 - 미로슬라브 자넥
- 낫띵 라이크 비포 - 클라라 타소브스카 외 1명
- 스칼라마레 - 이리 킬리언
- 숏컷(체코어판) - 제이쿱 스미드
- 유니버즘 브레데카 - 미로슬라브 자넥
- 웬 더 워 컴스 - 잔 게버트

### 피플 넥스트 도어
- 블랙잭 - 로라 무르-라보
- 클린 - 네벤 사마르디직
- 다이얼렉트 - 데이비드 구르굴리아
- 더 리지네어 - 흘렙 파푸
- 마리카 - 유디타 가물린
- 리게인드 메모리 - 스테인 보우마
- 스윗 홈 츠제보 - 야쿱 라데
- 웜 코미디 어바웃 디프레션, 매드니스 앤 언풀필드 드림즈 - 미할 듀리스
- 웨어 더 썸머 고즈 (챕터스 온 유스) - 다비드 피네이루 비센테
- 1981 - 다비드 울그렌

### 메이드 인 텍사스
- 작은 신의 아이들 - 랜다 헤인즈
- 침묵과 어둠의 땅 - 베르너 헤어조크
- 더 패스트 - 이보 트라코브
- 콰이어트 플레이스 - 존 크래신스키
- 뉴욕 살인 사건 - 아더 힐러
- 더 사일런트 차일드 - 크리스 오버튼
- 트라이브 - 미로슬라브 슬라보슈비츠키

### 리플렉션 오브 타임
- 컴퓨터 체스 - 앤드류 부잘스키
- 데스 오브 어 락스타 - 톰 헉캐비 외 1명
- 드라이드 미트 - 자즈민 디아즈
- 엘 마리아치 - 로버트 로드리게즈
- 페어 시스터즈 - 미시 보스웰 외 2명
- 인베이젼 오브 디 알루미늄 피플 - 데이비드 분
- 위험한 장난 - 데이비드 젤너
- 라스트 나잇 앳 디 알라모 - 이글 펜넬
- 레오나르도, 주니어 - 로리 오샤츠
- 마스크 오브 사나스 - 네일 루텐버그
- 파이어니어 - 데이빗 로워리
- 토끼 사냥 - 패트릭 브레스난
- 랫 팩 랫 - 토드 로할
- 스컹크 - 애니 실버스타인
- 슬래커 - 리처드 링클레이터
- 슬로우 비즈니스 오브 고잉 - 아디너 레이첼 창가리
- 썸바디 업 데어 라이크 미 - 밥 바잉턴
- 스피드 오브 라이트 - 브라이언 한센
- 테이크 쉘터 - 제프 니콜스
- 언포신 - 로라 던
- 1985 - 옌 탠

### Pragueshorts at KVIFF
- 안티그라비테이션 - 아우드리어스 스토니스
- 아폴리나라스 - 헨리카스 사블레비시우스
- 더 비기닝 - 울디스 브라운스
- 더 코스트 - 아이바르스 프레이마니스
- 드리머즈 오브 더 센테네리언즈 - 로베르타스 베르바
- 어스 오브 더 블라인드 - 아우드리어스 스토니스
- 엘도라도 - 울로 탐벡
- 더 페리 - 라일라 파칼니나
- 인 메모리 오브 어 데이 곤 바이 - 샤루나스 바르타스
- 린넨 - 라일라 파칼니나
- 메일 - 라일라 파칼니나
- 미드썸머데이 - 안드레스 서트
- 올드 맨 앤 더 랜드 - 로베르타스 베르바
- 페즌트 - 울로 탐벡
- 피크 스트릿 - 한스 루시푸
- 텐 미닛 올더 - 헤르츠 프랑크
- 트립 쓰루 미스티 메도우스 - 헨리카스 사블레비시우스
- 위 워 앳 아워 오운 필드 - 헨리카스 사블레비시우스
- 화이트 벨 - 이바르스 크라울리티스
- 우먼 프롬 키누 - 마크 수사르
- 235 000 000 - 울디스 브라운스
- 511 베스트 포토그랩스 오브 마스 - 안드레스 서트